# Mohamed Koffi
Mohamed Koffi (Abidjan, 1986. december 30. –) Burkina Fasó-i válogatott labdarúgó, a Zamálek játékosa.
A Burkina Fasó-i válogatott tagjaként részt vett a 2010-es, a 2012-es és a 2013-as afrikai nemzetek kupáján.

## Sikerei, díjai
Burkina Faso
- Afrikai nemzetek kupája döntős (1): 2013